# Лавсаик
Лавсаи́к, и́ли повествова́ние о жи́зни святы́х и блаже́нных отцов (др.-греч. Λαυσαική Ιστορία) — сочинение Палладия Еленопольского, написанное в 419—420 годах, сборник о жизни святых и блаженных христианских монахов отцов-пустынников Египта.

## История
Сочинение написано по просьбе препозита священной опочивальни византийского императора Феодосия II евнуха Лавса. По его имени книга и получила название. Как можно видеть из содержания самой книги, Палладий совершил путешествие по Египту в 388—404 годах.
Книга получила широкое распространение и была переведена на церковнославянский язык. Под именем Лавсаика в дальнейшем на Руси издавались не только сочинение Палладия, но Патерики, сочинения о различных отцах-пустынниках, подвизавшихся в других местах, кроме Египта.

## Богослужение
В Православной церкви чтения из Лавсаика Палладия включены в суточный круг богослужения, во время Великого поста. Согласно Типикону, с понедельника по пятницу в этот период времени на утрени два чтения из числа четырёх положенных — это чтения из «Лавсаика» (после третьей кафизмы и третьей песни канона).